# .22 Remington Automatic
.22 Remington Automatic (також відомий як .22 Remington Auto та зрідка .22 Rem Auto) американський гвинтівковий набій кільцевого запалення .22in (5.6mm).
Набій було представлено в 1916 році для самозарядної гвинтівки Remington Model 16. Набій .22 Rem Auto ніколи не використовували в іншій зброї. Його не можливо використовувати в іншій зброї під набій кільцевого запалення калібру .22, в тому числі і в зброї яка використовує схожий за параметрами набій .22 Winchester Automatic, вони не є взаємозамінними. Це було зроблено для того, щоб унеможливити використання набоїв з димним порохом , які залишалися все ще популярними, в гвинтівці Model 16, оскільки залишки пороху забруднювали затвор через, що зброя швидко виходила з ладу.
Потужність набою .22 Remington Auto можна порівняти з набоєм кільцевого запалення .22 Long і, хоча, використано важчу кулю, набій немає переваг над набоєм .22 Long або над дуже схожим набоєм .22 Long Rifle. Він не є таким точним або ефективним, як набій .22 LR.